# حاصل‌قوبی‌افشار

حاصل‌قوبی‌افشار، روستایی از توابع بخش مرکزی شهرستان میاندوآب در استان آذربایجان غربی است.  
باورها : ایین اکثریت اهالی این روستا اهل حق یا یارسان است. 
اماکن گردشگری : یکی از مهمترین اماکن گردشگری روستای حاصل قوبی افشار مسجد ، خانقاه یارسان و رودخانه ی جغاتو یا زرینه رود است 
مردم : گویش اصلیه ساکنان این روستا ترکی آذربایجانی می‌باشد و به شغل های کشاورزی ، دامداری ،دامپروری و تجارت گاو و گوساله (نژاد سیمینتال) می‌پردازند   
عمده محصولات این روستا یونجه ، گندم ، چغندر و جو می‌باشد    
تاریخچه :

## جمعیت
این روستا در دهستان مرحمت‌آباد قرار دارد و براساس سرشماری مرکز آمار ایران در سال ۱۳۸۵، جمعیت آن ۱٬۲۸۱ نفر (۳۰۵خانوار) بوده‌است.